# Copa Sul-Americana de 2024
A Copa Sul-Americana de 2024, nomeada oficialmente como CONMEBOL Sudamericana 2024, foi a 23.ª edição desta competição de futebol da América do Sul, organizada anualmente pela Confederação Sul-Americana de Futebol (CONMEBOL). Participaram da competição 56 clubes das dez associações sul-americanas de futebol.
O Racing conquistou seu primeiro título do torneio após derrotar o Cruzeiro na final por 3–1. Com isso, o clube argentino se garantiu na fase de grupos da Copa Libertadores da América de 2025 e o direito de jogar contra o vencedor da Copa Libertadores da América de 2024 na Recopa Sul-Americana de 2025.

## Formato
Para esta edição, o formato seguiu o mesmo do ano anterior. Os participantes foram distribuídos da seguinte forma:
- Na primeira fase, os times de todas as federações, exceto da Argentina e do Brasil, jogaram contra um time do mesmo país em chaves de jogo único, com o campo de casa determinado para o primeiro time do cruzamento sorteado. Os vencedores se classificaram para a fase de grupos, garantindo que pelo menos duas equipes de cada federação participem nesta fase.
- As equipes da Argentina e do Brasil foram incluídas na fase de grupos, assim como as quatro equipes eliminadas na terceira fase das preliminares da Copa Libertadores de 2024. Os vencedores de cada grupo se classificaram para as oitavas de final.
- As oito equipes classificadas em segundo lugar na fase de grupos e as oito terceiras na fase de grupos da Copa Libertadores de 2024 disputaram os play-offs das oitavas de final, em jogos de ida e volta. Os ganhadores desses confrontos enfrentaram os oito vencedores da fase de grupos.

## Equipes classificadas
As seguintes 44 equipes das 10 associações da CONMEBOL se qualificaram para o torneio:
- Argentina e Brasil: 6 vagas para cada um (totalizando 12 equipes que entram na competição diretamente na fase de grupos)
- 8 demais associações restantes: 4 vagas cada para a primeira fase (totalizando 32 equipes na primeira fase, das quais 16 se integram à fase de grupos)

| País                  | Equipe                    | Classificação | Fase           |
| --------------------- | ------------------------- | --- | -------------- |
| Argentina · (6 vagas) | Boca Juniors              | Mais bem colocado na tabela geral da Copa da Liga Profissional de 2023 e do Campeonato Argentino de 2023 não classificado para a Copa Libertadores 2024    | Fase de grupos |
| Argentina · (6 vagas) | Racing                    | 2º mais bem colocado na tabela geral da Copa da Liga Profissional de 2023 e do Campeonato Argentino de 2023 não classificado para a Copa Libertadores 2024 | Fase de grupos |
| Argentina · (6 vagas) | Defensa y Justicia        | 3º mais bem colocado na tabela geral da Copa da Liga Profissional de 2023 e do Campeonato Argentino de 2023 não classificado para a Copa Libertadores 2024 | Fase de grupos |
| Argentina · (6 vagas) | Lanús                     | 4º mais bem colocado na tabela geral da Copa da Liga Profissional de 2023 e do Campeonato Argentino de 2023 não classificado para a Copa Libertadores 2024 | Fase de grupos |
| Argentina · (6 vagas) | Belgrano                  | 5º mais bem colocado na tabela geral da Copa da Liga Profissional de 2023 e do Campeonato Argentino de 2023 não classificado para a Copa Libertadores 2024 | Fase de grupos |
| Argentina · (6 vagas) | Argentinos Juniors        | 6º mais bem colocado na tabela geral da Copa da Liga Profissional de 2023 e do Campeonato Argentino de 2023 não classificado para a Copa Libertadores 2024 | Fase de grupos |
| Bolívia · (4 vagas)   | Jorge Wilstermann         | Vice-campeão da Copa da Divisão Profissional de 2023 | Primeira fase  |
| Bolívia · (4 vagas)   | Nacional Potosí           | Mais bem colocado na tabela geral do Campeonato Boliviano de 2023 não classificado para a Copa Libertadores 2024                                           | Primeira fase  |
| Bolívia · (4 vagas)   | Real Tomayapo             | 3º mais bem colocado na tabela geral do Campeonato Boliviano de 2023 não classificado para a Copa Libertadores 2024                                        | Primeira fase  |
| Bolívia · (4 vagas)   | Universitario de Vinto    | 4º mais bem colocado na tabela geral do Campeonato Boliviano de 2023 não classificado para a Copa Libertadores 2024                                        | Primeira fase  |
| Brasil · (6 vagas)    | Athletico Paranaense      | Mais bem colocado do Campeonato Brasileiro Série A de 2023 não classificado para a Copa Libertadores 2024                                                  | Fase de grupos |
| Brasil · (6 vagas)    | Internacional             | 2º mais bem colocado do Campeonato Brasileiro Série A de 2023 não classificado para a Copa Libertadores 2024                                               | Fase de grupos |
| Brasil · (6 vagas)    | Fortaleza                 | 3º mais bem colocado do Campeonato Brasileiro Série A de 2023 não classificado para a Copa Libertadores 2024                                               | Fase de grupos |
| Brasil · (6 vagas)    | Cuiabá                    | 4º mais bem colocado do Campeonato Brasileiro Série A de 2023 não classificado para a Copa Libertadores 2024                                               | Fase de grupos |
| Brasil · (6 vagas)    | Corinthians               | 5º mais bem colocado do Campeonato Brasileiro Série A de 2023 não classificado para a Copa Libertadores 2024                                               | Fase de grupos |
| Brasil · (6 vagas)    | Cruzeiro                  | 6º mais bem colocado do Campeonato Brasileiro Série A de 2023 não classificado para a Copa Libertadores 2024                                               | Fase de grupos |
| Chile · (4 vagas)     | Coquimbo Unido            | Mais bem colocado do Campeonato Chileno de 2023 não classificado para a Copa Libertadores 2024                                                             | Primeira fase  |
| Chile · (4 vagas)     | Everton                   | 2º mais bem colocado do Campeonato Chileno de 2023 não classificado para a Copa Libertadores 2024                                                          | Primeira fase  |
| Chile · (4 vagas)     | Universidad Católica      | 3º mais bem colocado do Campeonato Chileno de 2023 não classificado para a Copa Libertadores 2024                                                          | Primeira fase  |
| Chile · (4 vagas)     | Unión La Calera           | 4º mais bem colocado do Campeonato Chileno de 2023 não classificado para a Copa Libertadores 2024                                                          | Primeira fase  |
| Colômbia · (4 vagas)  | Independiente Medellín    | Mais bem colocado do Campeonato Colombiano de 2023 não classificado para a Copa Libertadores 2024                                                          | Primeira fase  |
| Colômbia · (4 vagas)  | América de Cali           | 2º mais bem colocado do Campeonato Colombiano de 2023 não classificado para a Copa Libertadores 2024                                                       | Primeira fase  |
| Colômbia · (4 vagas)  | Deportes Tolima           | 3º mais bem colocado do Campeonato Colombiano de 2023 não classificado para a Copa Libertadores 2024                                                       | Primeira fase  |
| Colômbia · (4 vagas)  | Alianza                   | 4º mais bem colocado do Campeonato Colombiano de 2023 não classificado para a Copa Libertadores 2024                                                       | Primeira fase  |
| Equador · (4 vagas)   | Delfín                    | Mais bem colocado do Campeonato Equatoriano de 2023 não classificado para a Copa Libertadores 2024                                                         | Primeira fase  |
| Equador · (4 vagas)   | Universidad Católica      | 2º mais bem colocado do Campeonato Equatoriano de 2023 não classificado para a Copa Libertadores 2024                                                      | Primeira fase  |
| Equador · (4 vagas)   | Técnico Universitario     | 3º mais bem colocado do Campeonato Equatoriano de 2023 não classificado para a Copa Libertadores 2024                                                      | Primeira fase  |
| Equador · (4 vagas)   | Deportivo Cuenca          | 4º mais bem colocado do Campeonato Equatoriano de 2023 não classificado para a Copa Libertadores 2024                                                      | Primeira fase  |
| Paraguai · (4 vagas)  | Guaraní                   | Mais bem colocado do Campeonato Paraguaio de 2023 não classificado para a Copa Libertadores 2024                                                           | Primeira fase  |
| Paraguai · (4 vagas)  | Olimpia                   | 2º mais bem colocado do Campeonato Paraguaio de 2023 não classificado para a Copa Libertadores 2024                                                        | Primeira fase  |
| Paraguai · (4 vagas)  | Sportivo Ameliano         | 3º mais bem colocado do Campeonato Paraguaio de 2023 não classificado para a Copa Libertadores 2024                                                        | Primeira fase  |
| Paraguai · (4 vagas)  | Sportivo Luqueño          | 4º mais bem colocado do Campeonato Paraguaio de 2023 não classificado para a Copa Libertadores 2024                                                        | Primeira fase  |
| Peru · (4 vagas)      | Sport Huancayo            | Mais bem colocado do Campeonato Peruano de 2023 não classificado para a Copa Libertadores 2024                                                             | Primeira fase  |
| Peru · (4 vagas)      | ADT                       | 2º mais bem colocado do Campeonato Peruano de 2023 não classificado para a Copa Libertadores 2024                                                          | Primeira fase  |
| Peru · (4 vagas)      | Deportivo Garcilaso       | 3º mais bem colocado do Campeonato Peruano de 2023 não classificado para a Copa Libertadores 2024                                                          | Primeira fase  |
| Peru · (4 vagas)      | Universidad César Vallejo | 4º mais bem colocado do Campeonato Peruano de 2023 não classificado para a Copa Libertadores 2024                                                          | Primeira fase  |
| Uruguai · (4 vagas)   | Montevideo Wanderers      | Mais bem colocado do Campeonato Uruguaio de 2023 não classificado para a Copa Libertadores 2024                                                            | Primeira fase  |
| Uruguai · (4 vagas)   | Racing                    | 2º mais bem colocado do Campeonato Uruguaio de 2023 não classificado para a Copa Libertadores 2024                                                         | Primeira fase  |
| Uruguai · (4 vagas)   | Cerro Largo               | 3º mais bem colocado do Campeonato Uruguaio de 2023 não classificado para a Copa Libertadores 2024                                                         | Primeira fase  |
| Uruguai · (4 vagas)   | Danubio                   | 4º mais bem colocado do Campeonato Uruguaio de 2023 não classificado para a Copa Libertadores 2024                                                         | Primeira fase  |
| Venezuela · (4 vagas) | Carabobo                  | Mais bem colocado do Campeonato Venezuelano de 2023 não classificado para a Copa Libertadores 2024                                                         | Primeira fase  |
| Venezuela · (4 vagas) | Deportivo La Guaira       | 2º mais bem colocado do Campeonato Venezuelano de 2023 não classificado para a Copa Libertadores 2024                                                      | Primeira fase  |
| Venezuela · (4 vagas) | Metropolitanos            | 3º mais bem colocado do Campeonato Venezuelano de 2023 não classificado para a Copa Libertadores 2024                                                      | Primeira fase  |
| Venezuela · (4 vagas) | Rayo Zuliano              | 4º mais bem colocado do Campeonato Venezuelano de 2023 não classificado para a Copa Libertadores 2024                                                      | Primeira fase  |

Adicionalmente, doze equipes eliminadas da Copa Libertadores da América de 2024 serão transferidas para a Copa Sul-Americana, entrando quatro delas a partir da fase de grupos, e posteriormente as oito equipes que finalizaram em terceiro na fase de grupos da Libertadores entram na nova fase de play-offs anterior às oitavas de final.
| Transferidos da Copa Libertadores            | Fase                                |
| Equipes eliminadas da terceira fase          | Equipes eliminadas da terceira fase |
| -------------------------------------------- | ----------------------------------- |
| Red Bull Bragantino                          | Fase de grupos                      |
| Nacional                                     | Fase de grupos                      |
| Always Ready                                 | Fase de grupos                      |
| Sportivo Trinidense                          | Fase de grupos                      |
| Equipes terceiro colocadas da fase de grupos |                                     |
| Cerro Porteño                                | Play-offs                           |
| Barcelona de Guayaquil                       | Play-offs                           |
| Huachipato                                   | Play-offs                           |
| LDU Quito                                    | Play-offs                           |
| Palestino                                    | Play-offs                           |
| Independiente del Valle                      | Play-offs                           |
| Rosário Central                              | Play-offs                           |
| Libertad                                     | Play-offs                           |

## Calendário
| Fase             | Data do sorteio | Ida                                                     | Volta                                                   |
| ---------------- | --------------- | ------------------------------------------------------- | ------------------------------------------------------- |
| Primeira fase    | 19 de dezembro  | 5–7 de março                                            | 5–7 de março                                            |
| Fase de grupos   | 18 de março     | 2–4 de abril                                            | 2–4 de abril                                            |
| Fase de grupos   | 18 de março     | 9–11 de abril                                           |                                                         |
| Fase de grupos   | 18 de março     | 23–25 de abril                                          |                                                         |
| Fase de grupos   | 18 de março     | 7–9 de maio                                             |                                                         |
| Fase de grupos   | 18 de março     | 14–16 de maio                                           |                                                         |
| Fase de grupos   | 18 de março     | 28–30 de maio                                           |                                                         |
| Play-offs        | —               | 16–18 de julho                                          | 23–25 de julho                                          |
| Oitavas de final | 3 de junho      | 13–15 de agosto                                         | 20–22 de agosto                                         |
| Quartas de final | 3 de junho      | 17–19 de setembro                                       | 24–26 de setembro                                       |
| Semifinais       | 3 de junho      | 22–24 de outubro                                        | 29–31 de outubro                                        |
| Final            | 3 de junho      | 23 de novembro Estádio General Pablo Rojas, em Assunção | 23 de novembro Estádio General Pablo Rojas, em Assunção |

## Sorteio
O sorteio da primeira foi realizado em 19 de dezembro de 2023, no Centro de Convenções da CONMEBOL em Luque, no Paraguai.
Um total de 32 equipes foram sorteadas em 16 chaves, sendo que as quatro equipes de cada associação nacional (exceto Argentina e Brasil) foram emparelhadas contra um adversário da mesma associação.
|               | Bolívia                                                                          | Bolívia                                                                          | Paraguai                                                                 | Paraguai                                                                 |
| ------------- | -------------------------------------------------------------------------------- | -------------------------------------------------------------------------------- | ------------------------------------------------------------------------ | ------------------------------------------------------------------------ |
| Primeira fase | - Jorge Wilstermann - Nacional Potosí - Real Tomayapo - Universitario de Vinto   | - Jorge Wilstermann - Nacional Potosí - Real Tomayapo - Universitario de Vinto   | - Guaraní - Olimpia - Sportivo Ameliano - Sportivo Luqueño               | - Guaraní - Olimpia - Sportivo Ameliano - Sportivo Luqueño               |
| Primeira fase | Chile                                                                            | Chile                                                                            | Peru                                                                     | Peru                                                                     |
| Primeira fase | - Coquimbo Unido - Everton - Universidad Católica - Unión La Calera              | - Coquimbo Unido - Everton - Universidad Católica - Unión La Calera              | - Sport Huancayo - ADT - Deportivo Garcilaso - Universidad César Vallejo | - Sport Huancayo - ADT - Deportivo Garcilaso - Universidad César Vallejo |
| Primeira fase | Colômbia                                                                         | Colômbia                                                                         | Uruguai                                                                  | Uruguai                                                                  |
| Primeira fase | - Independiente Medellín - América de Cali - Deportes Tolima - Alianza Petrolera | - Independiente Medellín - América de Cali - Deportes Tolima - Alianza Petrolera | - Montevideo Wanderers - Racing - Cerro Largo - Danubio                  | - Montevideo Wanderers - Racing - Cerro Largo - Danubio                  |
| Primeira fase | Equador                                                                          | Equador                                                                          | Venezuela                                                                | Venezuela                                                                |
| Primeira fase | - Delfín - Universidad Católica - Técnico Universitario - Deportivo Cuenca       | - Delfín - Universidad Católica - Técnico Universitario - Deportivo Cuenca       | - Carabobo - Deportivo La Guaira - Metropolitanos - Rayo Zuliano         | - Carabobo - Deportivo La Guaira - Metropolitanos - Rayo Zuliano         |

Para a disputa da fase de grupos, um novo sorteio foi realizado em 18 de março de 2024, também na sede da CONMEBOL, em Luque, junto com o sorteio da fase de grupos da Copa Libertadores de 2024. As equipes foram divididas através dos potes de acordo com o ranking de clubes da CONMEBOL em 18 de dezembro de 2023, com as quatro equipes transferidas da terceira fase da Libertadores alocadas no pote 4. Os 32 participantes foram distribuídos em oito grupos com quatro equipes cada.
| Fase de grupos | Pote 1 | Pote 2 |
| -------------- | --- | --- |
| Fase de grupos | - Boca Juniors (3) - Athletico Paranaense (6) - Internacional (11) - Racing (20) - Corinthians (22) - Defensa y Justicia (29) - Cruzeiro (33) - Lanús (35)                              | - Fortaleza (39) - Argentinos Juniors (46) - Independiente Medellín (51) - Delfín (78) - Unión La Calera (80) - Danubio (87) - Metropolitanos (91) - Coquimbo Unido (95) |
| Fase de grupos | Pote 3 | Pote 4 |
| Fase de grupos | - Universidad Católica (99) - Universidad César Vallejo (118) - Sportivo Luqueño (133) - Cuiabá (142) - Nacional Potosí (167) - Belgrano (195) - Racing (210) - Sportivo Ameliano (236) | - Real Tomayapo (—) - Alianza (—) - Deportivo Garcilaso (—) - Rayo Zuliano (—) - Red Bull Bragantino (L1) - Nacional (L2) - Always Ready (L3) - Sportivo Trinidense (L4) |

## Primeira fase
A primeira fase foi disputada por 32 equipes provenientes de Bolívia, Chile, Colômbia, Equador, Paraguai, Peru, Uruguai e Venezuela, em partidas eliminatórias nacionais de jogo único. Em caso de empate, a vaga seria definida na disputa por pênaltis.
Em negrito, as equipes que avançaram.
| Chave | Equipe 1                  | Total       | Equipe 2               |
| ----- | ------------------------- | ----------- | ---------------------- |
| BOL1  | Universitario de Vinto    | 0–2         | Nacional Potosí        |
| BOL2  | Real Tomayapo             | 0–0 (4–3 p) | Jorge Wilstermann      |
| CHI1  | Everton                   | 0–1         | Unión La Calera        |
| CHI2  | Universidad Católica      | 0–2         | Coquimbo Unido         |
| COL1  | Deportes Tolima           | 0–0 (2–4 p) | Independiente Medellín |
| COL2  | Alianza                   | 2–1         | América de Cali        |
| ECU1  | Deportivo Cuenca          | 2–5         | Delfín                 |
| ECU2  | Técnico Universitario     | 0–3         | Universidad Católica   |
| PAR1  | Guaraní                   | 0–1         | Sportivo Luqueño       |
| PAR2  | Sportivo Ameliano         | 2–0         | Olimpia                |
| PER1  | Deportivo Garcilaso       | 0–0 (4–3 p) | ADT                    |
| PER2  | Universidad César Vallejo | 2–0         | Sport Huancayo         |
| URU1  | Montevideo Wanderers      | 0–1         | Danubio                |
| URU2  | Racing                    | 2–0         | Cerro Largo            |
| VEN1  | Carabobo                  | 1–1 (4–5 p) | Metropolitanos         |
| VEN2  | Rayo Zuliano              | 0–0 (4–2 p) | Deportivo La Guaira    |

## Fase de grupos
Os vencedores de cada grupo avançam para as oitavas de final, enquanto os segundo colocados disputam os play-offs contra os terceiro colocados da fase de grupos da Copa Libertadores da América de 2024.
Nessa fase, cada grupo é disputado em turno e returno, todos contra todos. As equipes são classificadas de acordo com os seguintes critérios:
1. Pontos (três pontos por vitória, um ponto por empate e nenhum ponto por derrota);
2. Saldo de gols;
3. Gols marcados;
4. Gols marcados fora de casa;
5. Ranking CONMEBOL.

### Grupo A
| Pos | Equipe                    | Pts | J | V | E | D | GP | GC | SG | Classificado |     | DIM | ALW | DYJ | UCV |
| --- | ------------------------- | --- | - | - | - | - | -- | -- | -- | ------------ | --- | --- | --- | --- | --- |
| 1   | Independiente Medellín    | 13  | 6 | 4 | 1 | 1 | 16 | 7  | +9 | Fase final   |     | —   | 4–0 | 2–1 | 4–2 |
| 2   | Always Ready              | 11  | 6 | 3 | 2 | 1 | 10 | 7  | +3 | Play-offs    |     | 2–0 | —   | 3–0 | 2–0 |
| 3   | Defensa y Justicia        | 5   | 6 | 1 | 2 | 3 | 4  | 8  | −4 |              |     | 1–1 | 1–1 | —   | 0–1 |
| 4   | Universidad César Vallejo | 4   | 6 | 1 | 1 | 4 | 6  | 14 | −8 |              | 1–5 | 2–2 | 0–1 | —   |     |

### Grupo B
| Pos | Equipe               | Pts | J | V | E | D | GP | GC | SG | Classificado |     | CRU | UCE | AFC | ULC |
| --- | -------------------- | --- | - | - | - | - | -- | -- | -- | ------------ | --- | --- | --- | --- | --- |
| 1   | Cruzeiro             | 12  | 6 | 3 | 3 | 0 | 8  | 3  | +5 | Fase final   |     | —   | 1–0 | 3–3 | 1–0 |
| 2   | Universidad Católica | 11  | 6 | 3 | 2 | 1 | 8  | 2  | +6 | Play-offs    |     | 0–0 | —   | 0–0 | 4–0 |
| 3   | Alianza              | 5   | 6 | 1 | 2 | 3 | 5  | 10 | −5 |              |     | 0–3 | 1–3 | —   | 0–1 |
| 4   | Unión La Calera      | 4   | 6 | 1 | 1 | 4 | 1  | 7  | −6 |              | 0–0 | 0–1 | 0–1 | —   |     |

### Grupo C
| Pos | Equipe        | Pts | J | V | E | D | GP | GC | SG | Classificado |     | BEL | INT | DEL | RTO |
| --- | ------------- | --- | - | - | - | - | -- | -- | -- | ------------ | --- | --- | --- | --- | --- |
| 1   | Belgrano      | 12  | 6 | 3 | 3 | 0 | 7  | 3  | +4 | Fase final   |     | —   | 0–0 | 1–1 | 1–0 |
| 2   | Internacional | 11  | 6 | 3 | 2 | 1 | 6  | 3  | +3 | Play-offs    |     | 1–2 | —   | 1–0 | 0–0 |
| 3   | Delfín        | 8   | 6 | 2 | 2 | 2 | 9  | 8  | +1 |              |     | 1–1 | 1–2 | —   | 4–3 |
| 4   | Real Tomayapo | 1   | 6 | 0 | 1 | 5 | 3  | 11 | −8 |              | 0–2 | 0–2 | 0–2 | —   |     |

### Grupo D
| Pos | Equipe              | Pts | J | V | E | D | GP | GC | SG | Classificado |     | FOR | BOC | NPO | TRI |
| --- | ------------------- | --- | - | - | - | - | -- | -- | -- | ------------ | --- | --- | --- | --- | --- |
| 1   | Fortaleza           | 13  | 6 | 4 | 1 | 1 | 15 | 8  | +7 | Fase final   |     | —   | 4–2 | 5–0 | 2–1 |
| 2   | Boca Juniors        | 11  | 6 | 3 | 2 | 1 | 10 | 6  | +4 | Play-offs    |     | 1–1 | —   | 4–0 | 1–0 |
| 3   | Nacional Potosí     | 7   | 6 | 2 | 1 | 3 | 6  | 13 | −7 |              |     | 4–1 | 0–0 | —   | 2–1 |
| 4   | Sportivo Trinidense | 3   | 6 | 1 | 0 | 5 | 5  | 9  | −4 |              | 0–2 | 1–2 | 2–0 | —   |     |

### Grupo E
| Pos | Equipe               | Pts | J | V | E | D | GP | GC | SG  | Classificado |     | AML | ATP | DAN | DRZ |
| --- | -------------------- | --- | - | - | - | - | -- | -- | --- | ------------ | --- | --- | --- | --- | --- |
| 1   | Sportivo Ameliano    | 13  | 6 | 4 | 1 | 1 | 9  | 5  | +4  | Fase final   |     | —   | 1–4 | 2–1 | 1–0 |
| 2   | Athletico Paranaense | 12  | 6 | 4 | 0 | 2 | 17 | 5  | +12 | Play-offs    |     | 0–1 | —   | 1–2 | 6–0 |
| 3   | Danubio              | 8   | 6 | 2 | 2 | 2 | 5  | 4  | +1  |              |     | 0–0 | 0–1 | —   | 0–0 |
| 4   | Rayo Zuliano         | 1   | 6 | 0 | 1 | 5 | 1  | 18 | −17 |              | 0–4 | 1–5 | 0–2 | —   |     |

### Grupo F
| Pos | Equipe             | Pts | J | V | E | D | GP | GC | SG  | Classificado |     | COR | RCM | ARG | NAC |
| --- | ------------------ | --- | - | - | - | - | -- | -- | --- | ------------ | --- | --- | --- | --- | --- |
| 1   | Corinthians        | 13  | 6 | 4 | 1 | 1 | 14 | 2  | +12 | Fase final   |     | —   | 3–0 | 4–0 | 4–0 |
| 2   | Racing             | 11  | 6 | 3 | 2 | 1 | 10 | 8  | +2  | Play-offs    |     | 1–1 | —   | 2–1 | 2–1 |
| 3   | Argentinos Juniors | 9   | 6 | 3 | 0 | 3 | 7  | 12 | −5  |              |     | 1–0 | 0–3 | —   | 2–1 |
| 4   | Nacional           | 1   | 6 | 0 | 1 | 5 | 6  | 15 | −9  |              | 0–2 | 2–2 | 2–3 | —   |     |

### Grupo G
| Pos | Equipe              | Pts | J | V | E | D | GP | GC | SG  | Classificado |     | LAN | CUI | DGA | MET |
| --- | ------------------- | --- | - | - | - | - | -- | -- | --- | ------------ | --- | --- | --- | --- | --- |
| 1   | Lanús               | 13  | 6 | 4 | 1 | 1 | 12 | 3  | +9  | Fase final   |     | —   | 0–1 | 2–1 | 5–0 |
| 2   | Cuiabá              | 12  | 6 | 3 | 3 | 0 | 9  | 3  | +6  | Play-offs    |     | 1–1 | —   | 1–1 | 3–0 |
| 3   | Deportivo Garcilaso | 6   | 6 | 1 | 3 | 2 | 7  | 9  | −2  |              |     | 0–2 | 1–1 | —   | 3–2 |
| 4   | Metropolitanos      | 1   | 6 | 0 | 1 | 5 | 3  | 16 | −13 |              | 0–2 | 0–2 | 1–1 | —   |     |

### Grupo H
| Pos | Equipe              | Pts | J | V | E | D | GP | GC | SG  | Classificado |     | RAC | RBB | COQ | LUQ |
| --- | ------------------- | --- | - | - | - | - | -- | -- | --- | ------------ | --- | --- | --- | --- | --- |
| 1   | Racing              | 15  | 6 | 5 | 0 | 1 | 14 | 3  | +11 | Fase final   |     | —   | 3–0 | 3–0 | 3–0 |
| 2   | Red Bull Bragantino | 13  | 6 | 4 | 1 | 1 | 9  | 8  | +1  | Play-offs    |     | 2–1 | —   | 1–0 | 2–1 |
| 3   | Coquimbo Unido      | 5   | 6 | 1 | 2 | 3 | 3  | 7  | −4  |              |     | 1–2 | 1–1 | —   | 1–0 |
| 4   | Sportivo Luqueño    | 1   | 6 | 0 | 1 | 5 | 3  | 11 | −8  |              | 0–2 | 2–3 | 0–0 | —   |     |

## Fase final
Após as partidas das fase de grupos, um play-off será realizado entre os segundos colocados e as equipes eliminadas na fase correspondente da Copa Libertadores. Um sorteio foi realizado em 3 de junho na sede da CONMEBOL, em Luque, no Paraguai, para definir os confrontos a partir das oitavas de final e o chaveamento até a final.
As equipes que finalizaram em primeiro lugar na fase de grupos (pote 1 no sorteio) enfrentam as equipes vencedoras dos play-offs (pote 2), não havendo restrições nos confrontos, portanto podendo ser sorteadas equipes de um mesmo país ou que integraram o mesmo grupo na fase anterior. A pontuação obtida na fase de grupos serve para a definição dos mandos de campo até a semifinal, com as equipes melhores posicionadas sempre realizando o jogo de volta como mandante, sendo numerados de 1 a 24.
Equipes classificadas
| Nº | 1.º colocado da fase de grupos (oitavas de final) | Pts | SG  | Gr. |
| -- | ------------------------------------------------- | --- | --- | --- |
| 1  | Racing                                            | 15  | +11 | H   |
| 2  | Corinthians                                       | 13  | +12 | F   |
| 3  | Independiente Medellín                            | 13  | +9  | A   |
| 4  | Lanús                                             | 13  | +9  | G   |
| 5  | Fortaleza                                         | 13  | +7  | D   |
| 6  | Sportivo Ameliano                                 | 13  | +4  | E   |
| 7  | Cruzeiro                                          | 12  | +5  | B   |
| 8  | Belgrano                                          | 12  | +4  | C   |

| Nº | 2.º colocado da fase de grupos (play-offs) | Pts | SG  | Gr. |
| -- | ------------------------------------------ | --- | --- | --- |
| 9  | Red Bull Bragantino                        | 13  | +1  | H   |
| 10 | Athletico Paranaense                       | 12  | +12 | E   |
| 11 | Cuiabá                                     | 12  | +6  | G   |
| 12 | Universidad Católica                       | 11  | +6  | B   |
| 13 | Boca Juniors                               | 11  | +4  | D   |
| 14 | Always Ready                               | 11  | +3  | A   |
| 15 | Internacional                              | 11  | +3  | C   |
| 16 | Racing                                     | 11  | +2  | F   |

| Nº | Eliminados da Copa Libertadores (play-offs) | Pts | SG | Gr. |
| -- | ------------------------------------------- | --- | -- | --- |
| 17 | Huachipato                                  | 8   | –2 | C   |
| 18 | Rosário Central                             | 7   | +1 | G   |
| 19 | LDU Quito                                   | 7   | 0  | D   |
| 20 | Independiente del Valle                     | 7   | –1 | F   |
| 21 | Libertad                                    | 7   | –1 | H   |
| 22 | Palestino                                   | 7   | –5 | E   |
| 23 | Cerro Porteño                               | 6   | –1 | A   |
| 24 | Barcelona de Guayaquil                      | 6   | –3 | B   |

### Play-offs
Equipe 1 possui o mando de campo no primeiro jogo e em negrito as equipes classificadas.
| Chave | Equipe 1                | Total       | Equipe 2             | Ida | Volta |
| ----- | ----------------------- | ----------- | -------------------- | --- | ----- |
| A     | Barcelona de Guayaquil  | 3–4         | Red Bull Bragantino  | 1–1 | 2–3   |
| B     | Cerro Porteño           | 2–3         | Athletico Paranaense | 1–1 | 1–2   |
| C     | Palestino               | 3–2         | Cuiabá               | 1–1 | 2–1   |
| D     | Libertad                | 3–1         | Universidad Católica | 2–0 | 1–1   |
| E     | Independiente del Valle | 0–1         | Boca Juniors         | 0–0 | 0–1   |
| F     | LDU Quito               | 4–3         | Always Ready         | 3–0 | 1–3   |
| G     | Rosário Central         | 2–1         | Internacional        | 1–0 | 1–1   |
| H     | Huachipato              | 3–3 (3–0 p) | Racing               | 2–3 | 1–0   |

### Esquema
As equipes que estão na parte superior do confronto possuem o mando de campo no primeiro jogo e em negrito as equipes classificadas.
|  | Oitavas de final       | Oitavas de final       | Oitavas de final  | Oitavas de final  |       |                      | Quartas de final    | Quartas de final    | Quartas de final    | Quartas de final    |  |             | Semifinais         | Semifinais         | Semifinais         | Semifinais         |        |   | Final          | Final          |
|  | 13 a 22 de agosto      | 13 a 22 de agosto      | 13 a 22 de agosto | 13 a 22 de agosto |       |                      | 17 a 26 de setembro | 17 a 26 de setembro | 17 a 26 de setembro | 17 a 26 de setembro |  |             | 22 a 31 de outubro | 22 a 31 de outubro | 22 a 31 de outubro | 22 a 31 de outubro |        |   | 23 de novembro | 23 de novembro |
|  |                        |                        |                   |                   |       |                      |                     |                     |                     |                     |  |             |                    |                    |                    |                    |        |   |                |                |
|  | Rosário Central        | 1                      | 1                 | 2                 |       |                      |                     |                     |                     |                     |  |             |                    |                    |                    |                    |        |   |                |                |
|  | Fortaleza              | 1                      | 3                 | 4                 |       |                      |                     |                     |                     |                     |  |             |                    |                    |                    |                    |        |   |                |                |
|  | Fortaleza              | 1                      | 3                 | 4                 |       | Fortaleza            | 0                   | 0                   | 0                   |                     |  |             |                    |                    |                    |                    |        |   |                |                |
|  |                        |                        |                   |                   |       | Fortaleza            | 0                   | 0                   | 0                   |                     |  |             |                    |                    |                    |                    |        |   |                |                |
|  |                        | Corinthians            | 2                 | 3                 | 5     |                      |                     |                     |                     |                     |  |             |                    |                    |                    |                    |        |   |                |                |
|  | Red Bull Bragantino    | Corinthians            | 2                 | 3                 | 5     | 1                    | 2                   | 3 (4)               |                     |                     |  |             |                    |                    |                    |                    |        |   |                |                |
|  | Red Bull Bragantino    |                        |                   |                   |       | 1                    | 2                   | 3 (4)               |                     |                     |  |             |                    |                    |                    |                    |        |   |                |                |
|  | Corinthians (pen)      | 2                      | 1                 | 3 (5)             |       |                      |                     |                     |                     |                     |  |             |                    |                    |                    |                    |        |   |                |                |
|  | Corinthians (pen)      | 2                      | 1                 | 3 (5)             |       |                      |                     |                     |                     |                     |  | Corinthians | 2                  | 1                  | 3                  |                    |        |   |                |                |
|  |                        |                        |                   |                   |       |                      |                     |                     |                     |                     |  | Corinthians | 2                  | 1                  | 3                  |                    |        |   |                |                |
|  |                        | Racing                 | 2                 | 2                 | 4     |                      |                     |                     |                     |                     |  |             |                    |                    |                    |                    |        |   |                |                |
|  | Athletico Paranaense   | Racing                 | 2                 | 2                 | 4     | 2                    | 2                   | 4                   |                     |                     |  |             |                    |                    |                    |                    |        |   |                |                |
|  | Athletico Paranaense   |                        |                   |                   |       | 2                    | 2                   | 4                   |                     |                     |  |             |                    |                    |                    |                    |        |   |                |                |
|  | Belgrano               | 1                      | 0                 | 1                 |       |                      |                     |                     |                     |                     |  |             |                    |                    |                    |                    |        |   |                |                |
|  | Belgrano               | 1                      | 0                 | 1                 |       | Athletico Paranaense | 1                   | 1                   | 2                   |                     |  |             |                    |                    |                    |                    |        |   |                |                |
|  |                        |                        |                   |                   |       | Athletico Paranaense | 1                   | 1                   | 2                   |                     |  |             |                    |                    |                    |                    |        |   |                |                |
|  |                        | Racing                 | 0                 | 4                 | 4     |                      |                     |                     |                     |                     |  |             |                    |                    |                    |                    |        |   |                |                |
|  | Huachipato             | Racing                 | 0                 | 4                 | 4     | 0                    | 1                   | 1                   |                     |                     |  |             |                    |                    |                    |                    |        |   |                |                |
|  | Huachipato             |                        |                   |                   |       | 0                    | 1                   | 1                   |                     |                     |  |             |                    |                    |                    |                    |        |   |                |                |
|  | Racing                 | 2                      | 6                 | 8                 |       |                      |                     |                     |                     |                     |  |             |                    |                    |                    |                    |        |   |                |                |
|  | Racing                 | 2                      | 6                 | 8                 |       |                      |                     |                     |                     |                     |  |             |                    |                    |                    |                    | Racing | 3 |                |                |
|  |                        |                        |                   |                   |       |                      |                     |                     |                     |                     |  |             |                    |                    |                    |                    |        | 3 |                |                |
|  |                        | Cruzeiro               | 1                 |                   |       |                      |                     |                     |                     |                     |  |             |                    |                    |                    |                    |        |   |                |                |
|  | Libertad (pen)         | Cruzeiro               | 1                 | 1                 | 0     | 1 (4)                |                     |                     |                     |                     |  |             |                    |                    |                    |                    |        |   |                |                |
|  | Libertad (pen)         |                        |                   | 1                 | 0     | 1 (4)                |                     |                     |                     |                     |  |             |                    |                    |                    |                    |        |   |                |                |
|  | Sportivo Ameliano      | 1                      | 0                 | 1 (3)             |       |                      |                     |                     |                     |                     |  |             |                    |                    |                    |                    |        |   |                |                |
|  | Sportivo Ameliano      | 1                      | 0                 | 1 (3)             |       | Libertad             | 0                   | 1                   | 1                   |                     |  |             |                    |                    |                    |                    |        |   |                |                |
|  |                        |                        |                   |                   |       | Libertad             | 0                   | 1                   | 1                   |                     |  |             |                    |                    |                    |                    |        |   |                |                |
|  |                        | Cruzeiro               | 2                 | 1                 | 3     |                      |                     |                     |                     |                     |  |             |                    |                    |                    |                    |        |   |                |                |
|  | Boca Juniors           | Cruzeiro               | 2                 | 1                 | 3     | 1                    | 1                   | 2 (4)               |                     |                     |  |             |                    |                    |                    |                    |        |   |                |                |
|  | Boca Juniors           |                        |                   |                   |       | 1                    | 1                   | 2 (4)               |                     |                     |  |             |                    |                    |                    |                    |        |   |                |                |
|  | Cruzeiro (pen)         | 0                      | 2                 | 2 (5)             |       |                      |                     |                     |                     |                     |  |             |                    |                    |                    |                    |        |   |                |                |
|  | Cruzeiro (pen)         | 0                      | 2                 | 2 (5)             |       |                      |                     |                     |                     |                     |  | Cruzeiro    | 1                  | 1                  | 2                  |                    |        |   |                |                |
|  |                        |                        |                   |                   |       |                      |                     |                     |                     |                     |  | Cruzeiro    | 1                  | 1                  | 2                  |                    |        |   |                |                |
|  |                        | Lanús                  | 1                 | 0                 | 1     |                      |                     |                     |                     |                     |  |             |                    |                    |                    |                    |        |   |                |                |
|  | LDU Quito              | Lanús                  | 1                 | 0                 | 1     | 1                    | 1                   | 2                   |                     |                     |  |             |                    |                    |                    |                    |        |   |                |                |
|  | LDU Quito              |                        |                   |                   |       | 1                    | 1                   | 2                   |                     |                     |  |             |                    |                    |                    |                    |        |   |                |                |
|  | Lanús                  | 2                      | 3                 | 5                 |       |                      |                     |                     |                     |                     |  |             |                    |                    |                    |                    |        |   |                |                |
|  | Lanús                  | 2                      | 3                 | 5                 |       | Lanús (pen)          | 0                   | 1                   | 1 (6)               |                     |  |             |                    |                    |                    |                    |        |   |                |                |
|  |                        |                        |                   |                   |       | Lanús (pen)          | 0                   | 1                   | 1 (6)               |                     |  |             |                    |                    |                    |                    |        |   |                |                |
|  |                        | Independiente Medellín | 0                 | 1                 | 1 (5) |                      |                     |                     |                     |                     |  |             |                    |                    |                    |                    |        |   |                |                |
|  | Palestino              | Independiente Medellín | 0                 | 1                 | 1 (5) | 2                    | 0                   | 2                   |                     |                     |  |             |                    |                    |                    |                    |        |   |                |                |
|  | Palestino              |                        |                   |                   |       | 2                    | 0                   | 2                   |                     |                     |  |             |                    |                    |                    |                    |        |   |                |                |
|  | Independiente Medellín | 2                      | 4                 | 6                 |       |                      |                     |                     |                     |                     |  |             |                    |                    |                    |                    |        |   |                |                |

## Final
Em abril de 2024, a CONMEBOL anunciou a cidade de Assunção, capital do Paraguai, como sede da final. Em 7 de outubro foi confirmado que o Estádio General Pablo Rojas seria o local da decisão.
| 23 de novembro | Racing                                              | 3 – 1     | Cruzeiro       | Estádio General Pablo Rojas, Assunção         |
| 17:00 (UTC−3)  | Martirena 15' · A. Martínez 20' · R. Martínez 90+5' | Relatório | Kaio Jorge 52' | Público: 43 828 Árbitro: URU Esteban Ostojich |

## Premiação
| Copa Sul-Americana de 2024  |
| Argentina                   |
| --------------------------- |
| Racing Campeão (1.º título) |

## Estatísticas
| Pos. | Jogador            | Equipe                 | Gols |
| ---- | ------------------ | ---------------------- | ---- |
| 1    | Adrián Martínez    | Racing                 | 10   |
| 2    | Yuri Alberto       | Corinthians            | 9    |
| 3    | Gonzalo Mastriani  | Athletico Paranaense   | 7    |
| 3    | Juan Martín Lucero | Fortaleza              | 7    |
| 3    | Walter Bou         | Lanús                  | 7    |
| 6    | Brayan León        | Independiente Medellín | 6    |

| Pos. | Jogador                | Equipe            | Assists. |
| ---- | ---------------------- | ----------------- | -------- |
| 1    | Adalid Terrazas        | Always Ready      | 5        |
| 1    | Jonathan Urretaviscaya | Racing            | 5        |
| 1    | Marcelino Moreno       | Lanús             | 5        |
| 4    | Adrián Martínez        | Racing            | 4        |
| 4    | Alberto Contrera       | Sportivo Ameliano | 4        |
| 4    | Denilson               | Cuiabá            | 4        |
| 4    | Tomás Pochettino       | Fortaleza         | 4        |

## Maiores públicos
Esses são os dez maiores públicos do campeonato:
| Nº | Público | Mandante     | Placar | Visitante               | Estádio        | Data           | Fase      | Ref.   |
| -- | ------- | ------------ | ------ | ----------------------- | -------------- | -------------- | --------- | ------ |
| 1  | 58 323  | Cruzeiro     | 2–1    | Boca Juniors            | Mineirão       | 22 de agosto   | Oitavas   | [ 17 ] |
| 2  | 57 156  | Cruzeiro     | 1–1    | Lanús                   | Mineirão       | 23 de outubro  | Semifinal | [ 18 ] |
| 3  | 55 254  | Cruzeiro     | 1–0    | Universidad Católica    | Mineirão       | 30 de maio     | Grupo B   | [ 19 ] |
| 4  | 53 428  | Fortaleza    | 4–2    | Boca Juniors            | Arena Castelão | 25 de abril    | Grupo D   | [ 20 ] |
| 5  | 52 974  | Cruzeiro     | 1–1    | Libertad                | Mineirão       | 26 de setembro | Quartas   | [ 21 ] |
| 6  | 50 135  | Fortaleza    | 3–1    | Rosário Central         | Arena Castelão | 21 de agosto   | Oitavas   | [ 22 ] |
| 7  | 46 943  | Boca Juniors | 1–0    | Independiente del Valle | La Bombonera   | 24 de julho    | Play-offs | [ 23 ] |
| 8  | 46 617  | Fortaleza    | 0–2    | Corinthians             | Arena Castelão | 17 de setembro | Quartas   | [ 24 ] |
| 9  | 46 466  | Boca Juniors | 1–1    | Fortaleza               | La Bombonera   | 15 de maio     | Grupo D   | [ 25 ] |
| 10 | 44 603  | Boca Juniors | 4–0    | Nacional Potosí         | La Bombonera   | 29 de maio     | Grupo D   | [ 26 ] |